# Alley Cat
Alley Cat es un videojuego para PC y Atari 800 creado por Bill Williams de SynSoft en 1984, en el cual el jugador controla al gato Freddy ("Freddy the Cat"), un gato con el cual tiene que hacer ciertas tareas en casa de extraños para así poder llegar a su amante, Felicia.

## Descripción
La versión para PC fue diseñada para correr en PC DOS o MS-DOS, pero trabaja también en sus sucesores, incluyendo Microsoft Windows (aunque no en las variantes de x64, con carencia de soporte MS-DOS, de todas formas se usa un emulador de DOS.) Corre con una resolución de 320x200, con colores de gráficos CGA (los colores más comunes son el negro, blanco, cyan, púrpura, rojo, amarillo y verde), la música y el sonido se oyen en el altavoz de la PC. Este es uno de los clásicos juegos de PC de la era de los colores CGA, y el más resistente por KB en datos. El juego es muy compacto, se almacena dentro un simple archivo COM de 56,448 bytes.
La versión para Atari 800 tiene gráficos en 6 colores y es frecuente encontralos en un disquete bajo el nombre ALLEY. CAT.
Es difícil clasificar el género de este juego porque hay muy pocos similares. Hoy puede ser considerado como un juego de arcade con elementos de aventuras, juegos de plataforma y minijuegos.
Fue desarrollado por SynSoft, la versión para PC fue publicada por IBM. La versión para Atari 800 fue publicada por SynSoft (bajo Synapse Software, su ala publicante)

## Jugabilidad
En la pantalla principal, el jugador controla un gato donde está en un callejón (a veces aparece un perro bulldog) con botes de basura, una barda y detrás hay un edificio con las ventanas de los departamentos. El jugador tiene que saltar los botes de basura para llegar a la barda y de ahí saltar a las cuerdas donde tienden ropa para colgarnos, luego entrar a las habitaciones, cada habitación puede contener los siguientes escenarios.
- Hay una mesa con un pájaro dentro de una jaula, en el medio de la habitación. Aquí hay que empujar la jaula para que se caiga, se rompa, el pájaro salga y lo atrapemos.

- En otra habitación, hay un acuario donde tenemos que bucear para comer a todos los peces, pero hay anguilas eléctricas, si permaneces mucho tiempo sumergido te puedes ahogar.

- En otra habitación hay un desproporcionado gran queso con hoyos, de cual salen ratones al azar, con el gato debemos atraparlos. Son cuatro en total.

- Hay una habitación con muchos perros durmiendo, todos tienen enfrente un plato con leche, con el gato debemos tomarnos toda la leche sin despertar a los perros.

- En otra, debemos juntar 3 helechos que están en lo alto del librero, evitando una gran araña, que bajara para evitarlo.

En todas las habitaciones, al terminar con un objetivo aparece una escala donde sumamos puntos dependiendo del tiempo que nos tomó. Empezamos con tres vidas en modo normal, perdemos una cuando el gato es tocado por los enemigos (como la araña, la anguila eléctrica, etc.), o si el gato es golpeado por uno de los objetos que salen fuera de las ventanas. Si no podemos cumplir con los objetivos, para evitar perder una vida hay que salir por la ventana de la habitación, aunque no siempre es posible.
Después de completar los objetivos, el jugador regresa al callejón y aparece una gata en una ventana llamándolo. Al entrar, estamos en una habitación especial con muchos niveles para escalar con forma de corazón de San Valentín, donde hay gatos en cada nivel y salen disparadas flechas por todos lados. El objetivo es llegar a la gata en la cima maniobrando para evitar a los otros gatos y flechas, las flechas al tocar un corazón lo hacen sólido y apto para permanecer y escalar, o hacen lo contrario. En la versión para PC, las áreas los cuales podemos permanecer están en color púrpura, y los que no en color negro. En la versión para Atari 800, los colores son más vibrantes, los corazones sólidos tienen colores vibrantes y los que no opacos. Cada flecha tiene su propio color de acuerdo al espectro de colores del Atari 800. Aparecen regalos para evitar a los gatos por un corto periodo de tiempo. Las flechas nos bajan un nivel, pero si caemos del primer nivel, regresamos al callejón.
En el callejón a veces aparece un perro en los extremos de la pantalla. Si el gato toca al perro, entramos en una pelea, salimos fuera de la pantalla y perdemos una vida.
Muchas habitaciones contienen una escoba con voluntad propia. El gato deja huellas y con ello la escoba se mantiene ocupada mientras completamos el objetivo, pero si no hay huellas, la escoba estará tras el gato, la escoba nunca mata al gato, pero puede lanzarnos por la ventana, o al perro si aparece, en niveles más altos prácticamente es imposible completar el objetivo si la escoba no se mantiene ocupada.
Si el gato llega a besar a la gata en el cuarto especial, avanzamos un nivel de dificultad y ganamos una vida. Esto puede continuar indefinidamente, pero la partida terminará si se acaban nuestras vidas.